# Tipula (Microtipula) tergoarmata
Tipula (Microtipula) tergoarmata is een tweevleugelige uit de familie langpootmuggen (Tipulidae). De soort komt voor in het Neotropisch gebied.